# Victorica
Victorica è una città dell'Argentina, capoluogo del dipartimento di Loventué nella provincia di La Pampa.